# Малобуяновское сельское поселение
Малобуяновское се́льское поселе́ние — муниципальное образование в Шемуршинском районе Чувашии Российской Федерации.
Административный центр — деревня Малое Буяново.

## История
Статус и границы сельского поселения установлены Законом Чувашской Республики от 24 ноября 2004 года № 37 «Об установлении границ муниципальных образований Чувашской Республики и наделении их статусом городского, сельского поселения, муниципального района и городского округа».

## Население
| 2010  | 2012  | 2013  | 2014  | 2015  | 2016  | 2017  |
| ----- | ----- | ----- | ----- | ----- | ----- | ----- |
| 1421  | ↘1367 | ↘1331 | ↘1286 | ↘1255 | ↘1230 | ↘1205 |
| 2018  | 2019  | 2020  | 2021  |       |       |       |
| ↘1159 | ↘1127 | ↘1110 | ↘1081 |       |       |       |

## Состав сельского поселения
| № | Населённый пункт | Тип населённого пункта          | Население |
| - | ---------------- | ------------------------------- | --------- |
| 1 | Какерли-Шигали   | деревня                         | ↗315      |
| 2 | Малое Буяново    | деревня, административный центр | ↗537      |
| 3 | Нижнее Буяново   | деревня                         | ↗314      |
| 4 | Трёхизб-Шемурша  | деревня                         | ↗591      |